# Nana (Titel)
Nana ist ein ghanaischer Ehrentitel.
Personen hohen Alters oder adliger Abstammung erhalten bei den ghanaischen Akan-Völkern den Titel Nana als (zusätzliche) Höflichkeitsform. Er wird oft von Clanchefs oder Königen wie dem Asantehene (Bsp.: Otumfuo Nana Osei Tutu II), oder der Königinmutter (Nana Asantehemaa) dem Namen beigefügt.